# كين الكسندر
كين الكسندر (بالإنجليزية: Ken Alexander)‏ هو مهندس أمريكي، ولد في 4 يناير 1953 في أندرسون في الولايات المتحدة.

## وصلات خارجية
- كين الكسندر على موقع Racing-Reference.info (الإنجليزية)